# Нисам крива
Нисам крива је позоришна представа коју је режирао Владан Ђурковић према тексту Мине Ћирић. Премијерно приказивање било је 24. новембра 2017. године у позоришту ДАДОВ.
Град Београд је у сарадњи са Министарством унутрашњих послова организовао представу поводом Међународног дана борбе против насиља над женама.

## Радња
Представа је рађена је по искуствима жртава насиља.

## Улоге
| Лица | Глумци             |
| ---- | ------------------ |
|      | Лепомир Ивковић    |
|      | Јелица Ковачевић   |
|      | Анита Стојадиновић |
|      | Борко Сарић        |
|      | Никола Ранђеловић  |